# Victor Steeman
Victor Steeman (* 15. Juni 2000 in Zevenaar; † 11. Oktober 2022 in Faro, Portugal) war ein niederländischer Motorradrennfahrer.

## Karriere
Steeman begann mit dem Motorradrennsport 2016 im Red-Bull-Rookies-Cup, den er auch im Folgejahr bestritt. In den Jahren 2018 und 2019 trat er in der IDM Supersport 300 an und kam zu einem Testeinsatz in der Supersport-300-Weltmeisterschaft 2018 sowie zu neun Supersport-300-WM-Rennen 2019. 2020 bestritt er die IDM Supersport 600. 2021 fuhr er die Supersport-300-Weltmeisterschaft und parallel die IDM Supersport 300. 2022 bestritt Steeman wiederum die Supersport-300-Weltmeisterschaft und trat auch in der IDM Supersport 600 an.
Victor Steeman starb infolge eines schweren Sturzes im ersten Rennen der achten Saisonveranstaltung zur Supersport-300-Weltmeisterschaft am 8. Oktober 2022 auf dem Autódromo Internacional do Algarve in Portimão. Er hatte einen Highsider; der nachfolgende José Luis Pérez González konnte nicht mehr ausweichen. Victor Steeman starb am 11. Oktober 2022 in Faro, Portugal im Alter von 22 Jahren.

## Statistik

### In der Supersport-300-Weltmeisterschaft
| Saison | Team                          | Motorrad           | Rennen | Siege | Zweiter | Dritter | Poles | Schn. Runden | Punkte | Ergebnis |
| ------ | ----------------------------- | ------------------ | ------ | ----- | ------- | ------- | ----- | ------------ | ------ | -------- |
| 2018   | KTM Fortron Junior Team       | KTM RC 390 R       | 2      | –     | –       | –       | –     | –            | 1      | 36.      |
| 2019   | Freudenberg KTM WorldSSP Team | KTM RC 390 R       | 9      | –     | –       | –       | 1     | –            | 69     | 5.       |
| 2021   | Freudenberg KTM WorldSSP Team | KTM RC 390 R       | 16     | 1     | –       | –       | 2     | –            | 81     | 10.      |
| 2022   | MTM KAWASAKI                  | Kawasaki Ninja 400 | 15     | 4     | –       | 1       | 3     | 3            | 180    | 2.       |
| Gesamt | Gesamt                        | Gesamt             | 42     | 5     | 0       | 1       | 6     | 3            | 331    |          |

Steeman gewann mit 61 Punkten die Superpole-Wertung 2022.